# Тхамманун Нійомтронг
Тхамманун Нійомтронг (тай. ธรรมนูญ นิยมตรง, нар. 20 вересня 1990 року), відомий під псевдонімом Knockout CP Freshmart — тайський боксер-професіонал і колишній боєць тайського боксу , який володів титулом  WBA (Супер версія)  у мінімальній вазі з 2016 по 2024 рік.